# سیارک ۲۱۱۴۸
سیارک ۲۱۱۴۸ (به انگلیسی: 21148 Billramsey، نامگذاری:1993HN1) بیست و یک هزار و صد و چهل و هشتمین سیارک کشف شده‌است که در ۱۶ آوریل ۱۹۹۳ کشف شد.
قدر مطلق سیارک برابر ۲۰.۴ است.